# Моріс Гемелсут
Моріс Гемелсут (8 березня 1875 — 29 грудня 1943) — бельгійський академічний веслувальник.
Срібний призер Олімпійських Ігор 1900 року в складі вісімки.
Чемпіон Європи 1897 (вісімки), 1898 (розпашні четвірки зі стерновим), 1899 (розпашні четвірки зі стерновим), 1899 (вісімки), 1900 (розпашні четвірки зі стерновим), 1900, 1901 років у складі вісімки.